# Continental Divide (film)
Pour plus de détails, voir Fiche technique et Distribution.
Deux drôles d'oiseaux (Continental Divide) est un film américain réalisé par Michael Apted, sorti en 1981.

## Fiche technique
- Titre original : Continental Divide
- Réalisation : Michael Apted
- Scénario : Lawrence Kasdan
- Direction artistique : Hub Braden, Russell J. Smith
- Décors : Peter Jamison
- Costumes : Moss Mabry
- Photographie : John Bailey
- Montage : Dennis Virkler (en)
- Musique : Michael Small
- Production : Bob Larson
  - Production déléguée : Steven Spielberg, Bernie Brillstein
  - Production associée : Zelda Barron, Jack Rosenthal
- Société(s) de production : Universal Pictures, Amblin Entertainment
- Société(s) de distribution :  Universal Pictures
- Pays d'origine : États-Unis
- Année : 1981
- Langue originale : anglais
- Format : couleur (Technicolor) – 35 mm – 1,85:1 – mono
- Genre : comédie romantique
- Durée : 103 minutes
- Dates de sortie : 
  - États-Unis : 18 septembre 1981

## Distribution
- John Belushi : Ernie Souchak
- Blair Brown : Nell Porter
- Allen Garfield[1] : Howard McDermott
- Carlin Glynn : Sylvia
- Tony Ganios : Max Bernbaum
- Val Avery : Yablonowitz
- Liam Russell : Deke Lewis
- Everett Smith : Fiddle
- Bill Henderson : Train Conductor
- Bruce Jarchow : Hellinger
- Eddie Schwartz : Jimmy
- Harold Holmes : Mr Feeney
- Elizabeth Young : Mrs. Feeney
- Ron Dean (en) : Plesko
- Frankie Hill : Agatha
- Mike Bacarella[2] : Delaney
- Marji Bank : Mrs. Yablonowitz
- Christopher Lowell : Poacher
- Frank Noel[3] : Poacher
- Joe Wright : Newsboy
- Tim Kazurinsky : Reporter

## Récompenses et distinctions

### Nomination
- Golden Globes 1982 :
  - Meilleure actrice dans un film musical ou une comédie pour Blair Brown